# Maxwell (eenheid)
Maxwell is de eenheid voor magnetische flux in het cgs-eenhedenstelsel, vernoemd naar James Clerk Maxwell. Het eenheidssymbool is Mx.
1 Mx := 10−8 Wb
Maxwell is geen SI-eenheid. Officieel gebruik is niet toegestaan.